# Kavez
Kavez je sa svih strana ograđeni prostor u kojem se drže zatočene životinje koje bi mogle pobjeći. U kavezima se obično drže manje domaće životinje (ptice, hrčci). U zoološkim vrtovima često postoje veliki kavezi u kojima se drže i veće životinje. U novije vrijeme je zbog dobrobiti životinja trend da se one više ne drže u kavezima, nego se osiguuravaju drugi oblici zaštite (ograde, jarci). Ograda kaveza se najčešće izrađuje od metala.

## Etimologija
Naziv kavez u hrvatskom jeziku dolazi od turskog naziva kafes koji se upotrebljavao za posebno zatvoren dio carskog harema u Istanbulu za vrijeme Osmanskog Carstva u kojem su često bili zatvoreni prinčevi i ostali sultanovi rođaci za koje se sultan bojao da bi ga mogli svrgnuti i doći na vlast. Oni su u kafesu imali sve pogodnosti, ali nikad nisu smjeli izaći iz njega. Neki osmanski sultani (npr. Sulejman II.) su cijeli život do dolaska na vlast proveli u kafesu.